# Carl Persson (Natt och Dag)
Carl Persson (Natt och Dag), född 1628 troligen 16 juli i Linköping, död 1694 eller 1695, var en svensk godsherre.

## Biografi
Carl Persson föddes 1628 i Linköping. Carl Persson var son till kanslirådet hos hertig Johan av Östergötland Per Nilsson (Natt och Dag) och friherrinnan Christina Sofia Stenbock. Han inskrevs 1640 som student vid Uppsala universitet och blev 1646 fänrik vid Herman Capells regemente i Stralsund.
Deltog 1647 i åtskilliga strider i Sydtyskland. 1648–1650 tjänstgjorde han som kammarherre hos pfalzgreven Karl Gustav. Carl Persson blev ryttmästare vid Västgöta kavalleriregemente 1655 och överstelöjtnant över en skvadron värvade ryttare 1660. I samband med sin mors död och det rika arvet efter henne 1661 tog han avsked ur sin tjänst och ägnad sig helt åt sina ärvda gods, av vilka Säby var det främsta. Sammanlagd ärvde han omkring 70 gårdar, de flesta i Östergötland. Till en början förvaltade han sina domäner framgångsrik, men särskilt från 1680-talet försämrades hans ekonomi alltmer, hans exklusiva livsföring bidrog till detta. För att möta fordringsägarnas växande krav skrev han pantbrev på en mängd av sina gårdar. Han förlorade genom reduktionen en mängd gårdar som han tänkt tillfredsställa sina kreditorer med, tvingades lämna Säby och dog ruinerad.

### Egendom
Carl Persson ägde gårdarna Bjärka Säby slott i Vists socken, Snösbäck i Falköpings socken, Berg, Kuseboholm, Ingerud, Djursberg och Björna. Gårdarna Berg, Kuseboholm och Ingerud utbytte senare mot Nordkärr, som såldes 1683.

### Familj
Carl Persson gifte sig första gången 3 augusti 1652 på Säby i Berga församling med Benedikta Posse (död 1678), dotter av kaptenen Nils Posse och Anna Stake. De fick tillsammans barnen Sofia Christina som var gift med överstelöjtnanten Johan Reuter af Skälboö, Nils Carlsson (1658–1679), Christina Elisabet Carlsdotter (1659–1717) som var gift med översten Gustaf Koskull, Abraham Carlsson, majoren Gustaf Carlsson (1664–1704), kaptenlöjtnanten Axel Carlsson (1666–1736), Catharina Carlsdotter, Anna Carlsdotter, Per Carlsson (död 1680), två söner och två döttrar.
Carl Persson gifte sig andra gången 14 september 1681 i Stockholm med grevinnan Catharina Oxenstierna af Croneborg (död 1683), dotter av landshövdingen Ture Oxenstierna af Croneborg och friherrinnan Beata Leijonhufvud. De fick tillsammans barnen Ture Carlsson (död 1682) och Johan Gabriel Carlsson (1683–1698).
Carl Persson gifte sig tredje gången 24 september 1686 på Ulvåsa med friherrinnan Beata Juliana Sparre (1664–1708), dotter av generalen Carl Sparre och Catharina Lucia von Meningerode. De fick tillsammans dottern Catharina Ebba Carlsdotter som var gift med lagmannen Erik Germund Cederhielm.